# Onze-Lieve-Vrouw Hulp der Christenenkerk (Maria-Aalter)

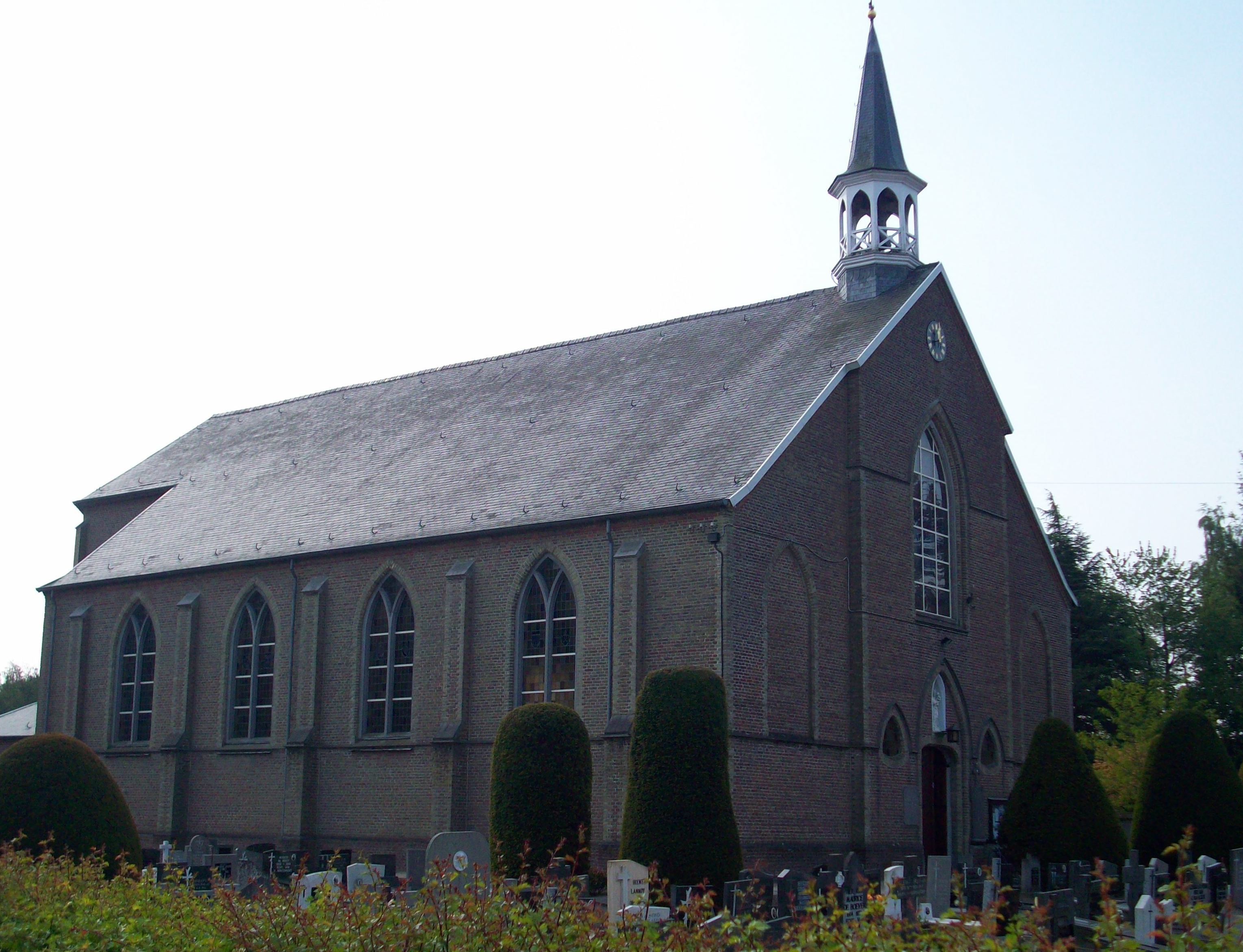
Onze-Lieve-Vrouw Hulp der Christenenkerk

De Onze-Lieve-Vrouw Hulp der Christenenkerk (ook: Onze-Lieve-Vrouw van Bijstandkerk) is de parochiekerk van de tot de Oost-Vlaamse gemeente Aalter behorende plaats Maria-Aalter, gelegen aan de Wingenestraat.

## Geschiedenis
De kerk werd gebouwd in 1850-1851 naar ontwerp van Jan August Clarysse. Zij wordt beschouwd als één der eerste neogotische kerken in Vlaanderen. In de jaren '50 van de 20e eeuw werd het kerkje hersteld.

## Interieur
Deze kerk bezit schilderijen die afkomstig zijn uit het klooster der Broeders Alexianen te Antwerpen. Het betreft de Zeven Werken van Barmhartigheid en een Onze-Lieve-Vrouw, beide geschilderd door Jan van Balen in 1648. Daarnaast is er nog een schilderij van Jan Swerts uit 1853, dat Onze-Lieve-Vrouw van Altijddurende Bijstand voorstelt.

## Gebouw
Het betreft een driebeukige bakstenen kerk onder zadeldak. Het hoofdkoor is uitspringend en heeft een driezijdige koorafsluiting. Een dakruiter dient als klokkentoren. De kerk wordt omringd door een kerkhof.